# ビッグサウンズスペシャル
ビッグサウンズスペシャルは、文化放送が制作し、NRN系列局で放送され、プロ野球中継が無いときや、雨などにより中止になったときの代替番組（雨傘番組）として、2009年度まで放送されていた音楽番組。文化放送アナウンサーの吉田涙子が司会進行を担当していた。

## 前史・概要
文化放送でのナイター中継初期のころは別所毅彦や豊田泰光などの野球解説者と当時の文化放送アナウンサーによる進行での雨傘番組が存在していた（例・「べーやん・荒さんのプロ野球言いたい放題」、「別所講談・男の60分」、「戸谷真人のスポーツ&歌謡曲」など）。
その後18時台は前述の体裁を生かした「プロ野球ホットライン」というプロ野球の鼎談・情報番組を生放送し、この番組は19・20時台に行い、歌謡曲や演歌・懐メロを取り上げた番組「全日本演歌選抜」や「ビッグサタデー（サンデー）スペシャル」なるものも放送されていたことがあった。この当時は桂竜也など当時の文化放送男性アナウンサーがパーソナリティを担当していた。
月曜日にも雨傘番組を放送するのに伴い2001年以降現在の番組名に変更され、その後18時台を含めた3時間連続編成となった。雨天コールドや別番組編成による途中飛び乗り・飛び降りを考慮して、フォーマットラジオに準じたスタイルで1時間ごとにテーマを替えて送り、なおかつそれぞれの時間帯ごとに開始、お別れの挨拶が入っていた。

## 主な構成
- 18時台は最新の曲や懐かしの曲を続けて流した（18:30頃までCMがないのはNRNナイターと同じケースでの途中飛び乗り対応になっているためである。）。
- 19時台は一人のアーティストやグループにこだわった特集。
- 20時台は様々なテーマにちなんだ音楽を流した。

## 補足
- 文化放送がシドニーオリンピック・北京オリンピックなどのオリンピック中継編成により、放送できない場合やFIFAワールドカップの中継編成（2002年の日本・韓国での共同開催）、ラグビーワールドカップ中継（1997年・1999年に放送）などで「ビッグサウンズスペシャル」が放送できない場合は文化放送から裏送りでNRNネット局向けに放送されている。
- CMフィラー：SweetPeople 「LakeComo」（「ビッグ・サタデースペシャル」、「ビッグ･サンデースペシャル」時代から変わらず使われている）
- 大阪府においては1976年まではMBSラジオで放送していたが、MBSの編成の都合で日曜のNRNナイターネットを返上したことを受けて、1977年から2007年まではラジオ大阪にネットしていた。
しかしラジオ大阪も2007年を最後として全曜日[1]のナイター放送を終了（廃止）、2008年・2009年は再びMBSラジオが関西での製作担当・ネット受け相当局となったが、MBSとニッポン放送との相互ネットも維持したため、この番組を聞くことが事実上できなくなった（MBSは元からナイターの放送がないとき、ないしは雨天中止の場合には自社制作番組を編成した。なお、2008年に関しては京都放送（KBS京都ラジオ）でもNRNナイターを土曜に限り放送しており、そこで聞くことはできたが、2009年から週末の放送が廃止された）。
その後2010年にTBSラジオの週末のナイター放送廃止[2]に伴い、2010年からABCラジオが担当するようになってから再び放送されるようになった。ただし、4-6月はデーゲーム主体で、ナイター放送は阪神戦が行われる日のみの不定期扱い、7-9月はナイターを毎週の定時放送扱いとしていたが、2013年のQRの日曜ナイターの常時放送廃止に伴い、同年度から日曜の放送については通年で不定期放送に移行、2015年からは土曜も通年での不定期放送となった。
- 中国放送では、基本的にJRNとネットを組んでいた土曜・日曜は、雨傘番組もTBSラジオ制作のものを放送していたが、1978年以降はNRN独占カードとなったヤクルト（2001年以前は大洋→横浜も）主催試合を放送するために、ラインを切り替えて文化放送からネット受けすることがあったため[3]、ナイターが当該試合のみ開催の場合、年度により雨傘番組も当番組（ここでは前身番組）に切り替えることがあった[4]。

## 例外編成
- 2007年と2009年の野球中継カードがない日の「ビッグサウンズスペシャル」で文化放送とNRNネット局向けに別々の番組を放送したことがある。

2007年
- 一部の放送分で文化放送では引き続き「斉藤一美 うるわしの夜」を延伸放送後、参議院選挙の政見放送を送り、その日は「ビッグサウンズスペシャル」をネット局向けの裏送り放送で送っていた。

2009年
- 5月10日は下記の対応を編成した。
- 文化放送:17:57 - 20:00:「吉岡しげみあの人母からの贈り物」（2009年4月4日まで土曜6:50から放送していた「吉岡しげみ あの人」のトーク再編集再構成企画第2弾）/20:00 - 21:00:「武田鉄矢語りおろし阿久悠とまらない!」（「武田鉄矢今朝の三枚おろし」の過去の放送分より「阿久悠」をテーマに語った15回分の内容を再編集･再構成して1時間放送した）
  - STVラジオ・東海ラジオ:文化放送未放送分の吉田涙子アナウンサー司会進行のビッグサウンズスペシャル。
- 5月31日も文化放送とSTVラジオ・東海ラジオでは別々の内容を放送することになった。
- 文化放送:17:57 - 21:30:「ビッグサウンズスペシャルALICE結成40周年記念・アリスのセイ!ヤング21スペシャル」
  - 東海ラジオ:17:57 - 21:00:東海ラジオ ガッツナイター吉田涙子のビッグサウンズスペシャル
  - STVラジオ:19:15まで引き続きデーゲームのプロ野球セ・パ交流戦・北海道日本ハムファイターズ対阪神タイガース2回戦〜札幌ドーム/19:15頃 - 21:00:吉田涙子のビッグサウンズスペシャル（東海ラジオと同じ番組を途中から飛び乗り。）
    - ともに文化放送未放送分。

## 2010年度以降のNRNナイターカードのない時の番組プログラム
- 2010年度は当番組に代わり、代わって2009年10月の火 - 金曜のナイターオフプログラムでスタートした『センパツ!』を親番組とし吉田涙子が主に進行役を務めた『センパツ! スペシャル』を週末のNRNナイターネット加盟局にもネットしていた。ただし、地域によってはローカル編成を放送する地域や土曜のみネットする局もあった（日曜のナイター枠は固定したレギュラー番組を放送する局が多かったため）。
  - これは、2009年度まで土・日のナイターカードをTBSラジオ制作のJRNナイターでネットしていた局の一部が、TBSラジオの編成方針によりナイターシーズン中の土日ナイター放送を原則しないことを受けて、土曜に限りQR幹事のNRNナイターのネットに参加したため、それらの地方局対応のレインコートプログラムを組む必要が発生することになったこと、逆に日曜は東海ラジオとSTVラジオが日曜ナイターのレギュラー放送を取りやめ、2010年度に唯一日曜ナイターを放送するABCも6月まではレギュラー放送を行わず、レインコート番組も文化放送ローカルとなるケースが多々発生することで、それに見合った編成が必要となったことが理由としてあげられる。実際、2010年の日曜版『センパツ!スペシャル』は、前述の2009年の文化放送独自編成に見られたような単発特番が放送されることが殆どであり、ABCにネットされた場合でも例外ではなかった。
- なお、中継予定試合が中止になった場合や、土曜に試合予定がない場合などは、『センパツ!』のタイトルのまま、2009年度までの『ビッグサウンズスペシャル』と同じ構成で放送される場合があった（例：2011年5月14日、5月21日など）。
- 2011年度はより実情に即し、日曜は中継予定自体がない場合、単発特番枠『サンデープレミアム』として放送された（土曜および中継予定カード中止時の日曜は引き続き『センパツ!』として放送）。ただし、7-9月はABCラジオのみNRNナイターを定時放送する[5] ため、日曜のナイター開催がない場合はQRから裏送り出しの形で『センパツ!』を送る。
- 2012年度は土日も『センパツ!』から『セットアップ』に番組名を変更した。内容・放送形態は2011年度と同様。なお、2012年7月から『サンデープレミアム』の場合も『セットアップスペシャル』のタイトルで放送することになった。これにより『センパツ!』のタイトルが完全に消滅した。
- 但し2012年度はこの番組と同じ形態で放送されたのはNRNネット局で同年9月22日に放送された回のみで、文化放送での放送は無しだった。
- 2013年度も文化放送で別番組をローカルで放送した関係で、ネット局とは別編成となった同年5月4日にNRNネット局のみで放送した。この年もやはり文化放送での放送は無しだった。
- また2013年度から、文化放送で日曜日のナイター中継が定時編成されない事になったのを受け特別番組としての放送が土曜日のみとなった。また、その日曜日についても当初から試合予定が無い場合は、東海ラジオ・ABCラジオは自社制作番組を放送し文化放送からのネット受けをしない等、ネット局によってナイター中継が放送されない場合における対応について一部変更が発生している。さらにフランチャイズ以外の地方ラジオ局で土曜日のみネットしていたナイターも、2011年以後、多くの局がそれを廃止し、週末ナイターの編成自体を行わなくなった局が増大している。
- 吉田涙子は2014年における雨天中止版の初回放送を迎える前にアナウンス部から異動することになったため[6]、上記の雨傘番組への出演についても事実上2013年で卒業となった。
- 吉田涙子の卒業を受けて、2014年8月以降は同年のナイターシーズン終了までは中継予定試合が全て中止となった場合に限り吉田涙子の先輩である寺島尚正が生放送で雨傘番組を担当する事になっていたが、2014年における中継予定カードの雨天中止が1回もなかった為に放送されなかった。[要出典]
- 2015年以降の雨傘番組は現在も嘱託として文化放送のアナウンサーとして活躍する竹内靖夫が担当するようになった（初回放送は2015年6月13日だが、この時も文化放送での放送は無かった）。なお竹内は今回の復帰前にも雨天中止時の雨傘番組を担当していた事があった。
- さらに2019年以降の雨傘番組については年度上半期に編成していた定時ナイター番組が平日のみに縮小される関係で週末ナイターから撤退（土曜のナイター枠跡地は文化放送A&Gゾーンの放送枠強化に廻される。プロ野球日本シリーズなど必要な中継カードの実況中継時のみ「文化放送スポーツスペシャル」として放送。）[7]するが、週末のNRNナイター自体の制作は継続されるため、一部の地方局へは試合開催予定の無い日にも竹内による雨傘番組が配信されていたが、2019年5月より砂山圭大郎にパーソナリティが変更され、現在に至る。